# Topi transgenici
Con il termine animale transgenico si intende un animale il cui genoma è stato modificato attraverso l'inserimento di uno o più geni che appartengono ad organismi di diversa specie, ossia la cui composizione genetica sia stata alterata dall'inserimento di DNA esogeno, indicato con il nome di transgene, trasmissibile alla progenie. Il processo alla base è noto come transgenesi e viene applicato anche per la creazione di topi transgenici.
Ottenere topi transgenici risulta un passaggio fondamentale per la creazione di sistemi modello utili allo studio di diverse malattie, in particolare le malattie genetiche umane, l'analisi delle risposte farmacologiche ma anche per disporre di sistemi efficaci di produzione di proteine importanti dal punto di vista farmacologico e terapeutico.
Tappe fondamentali per lo sviluppo della tecnica di creazione dei topi transgenici sono state:
- intorno alla metà degli anni '70 l'inserimento di frammenti del DNA del virus SV40 nella cavità celomatica di embrioni di topo: l'esperimento produsse topi mutanti ma ad oggi non definibili come transgenici;
- la dimostrazione nel 1980 da parte degli scienziato J. W. Gordon e F. H. Ruddle che il transgene viene trasmesso geneticamente alla progenie ottenendo grazie alle tecniche del DNA ricombinante topi definiti per la prima volta come transgenici;
- l'esperimento di R. D. Palmiter e R. I. Brinster nel 1982 in cui si è introdotto il gene dell'ormone della crescita nei topi, con la dimostrazione di poter ottenere sia modificazioni del fenotipo che del genotipo.

## Tecniche per la creazione di topi transgenici
Per la creazione di topi transgenici sono tre le tecniche principalmente utilizzate e tra cui scegliere:
- lo sfruttamento di vettori retrovirali
- la tecnica della microiniezione nel pronucleo maschile
- la manipolazione delle cellule staminali embrionali.

### Vettori virali
Processo che vede l'inserimento di segmenti genici di massimo 8kb (corrispondenti a tratti di un solo gene) all'interno della cellula embrionale sfruttando come vettori genomi dei retrovirus del tutto privati delle sequenze regolatrici, ossia vettori difettivi per i geni della replicazione virale; queste tipologie di vettori assicurano una buona probabilità di integrazione del transgene nella linea germinale e alla nascita della progenie la verifica viene effettuata analizzando un campione di biopsia della coda dei topolini; dal momento che esiste comunque la possibilità che i topi vadano incontro a contaminazione retrovirale oppure che si sviluppino forme tumorali, la tecnica viene sfruttata soltanto per fini di ricerca.

### Microiniezione nel pronucleo maschile
- Fase 1: indurre una superovulazione nella femmina donatrice in modo da aumentare la produzione di uova, grazie alla somministrazione di siero di cavalla gravida e di gonadotropina corionica umana (il processo consente la produzione di 35 ovuli al posto dei 5-10 prodotti di norma);
- Fase 2: accoppiamento della femmina donatrice per il prelievo degli ovuli fecondati nella fase in cui sono visibili ancora i due pronuclei distaccati;
- Fase 3: microiniezione degli ovuli con il micromanipolatore, utilizzando un trasposone in forma lineare che aumenta il tasso di integrazione di 5 ben volte (di norma si iniettano 1-2 picolitri della soluzione formata dal trasposone in tampone tris EDTA a pH 7,4, corrispondente a circa 200-400 molecole di DNA di 5kb); si individua il pronucleo maschile (il più grande) e se la microiniezione è avvenuta con successo si nota un rigonfiamento del pronucleo;
- Fase 4: crescita dell'ovulo fertilizzato e trasfettato con il transgene fino alla fase di blastocisti;
- Fase 5: impianto della blastocisti in una femmina pseudogravida (fatta accoppiare con un maschio vasectomizzato) andando a impiantare fino a 25/40 uova per femmina; dopo 3 settimane si ha la nascita della progenie formata in parte da topi totalmente transgenici e in parte da topi non transgenici;
- Fase 6: individuazione del transgene tramite PCR per identificare quali siano i topolini transgenici; il processo presenta una resa bassa, di circa il 5%, per cui da 1000 uova si ottengono 35-50 topi transgenici.

### Manipolazione delle staminali embrionali
- Fase 1: prelievo dell'embrione allo stadio di blastocisti da una femmina fertilizzata;
- Fase 2: isolamento delle cellule staminali embrionali totipotenti dalla cavità della blastocisti, manipolabili geneticamente;
- Fase 3: trasfezione del transgene d'interesse sfruttando la tecnica dell'elettroporazione o della lipofezione; l'obiettivo è effettuare un'integrazione sito-specifica in un gene non indispensabile per le funzioni cellulari;
- Fase 4: verifica dell'integrazione per selezionare le cellule correttamente trasfettate da arricchire; la verifica può avvenire in due modi, entrambi volti a distinguere tra integrazioni spurie del transgene e integrazioni specifiche: 
- Selezione negativa-positiva sfrutta la costruzione di un vettore che affianca al transgene il gene della resistenza alla geneticina Neor e due sequenze della timidina chinasi tk dell'HSV; si fanno crescere le cellule su terreno con ganciclovir e geneticina:

1. se le cellule muoiono vuol dire che abbiamo avuto un'integrazione spuria del transgene dal momento che questa ha provocato anche l'integrazione delle sequenze tk, portando alla fosforilazione del ganciclovir e rendendolo tossico, oppure non è avvenuta alcuna integrazione e le cellule sono rimaste sprovviste di difesa dalla geneticina,
2. se le cellule sopravvivono abbiamo avuto una corretta integrazione del transgene per cui la contemporanea integrazione di Neor garantisce la resistenza alla geneticina e gangiclovir non può essere fosforilato grazie all'assenza di integrazione del tk;

- PCR per analizzare i risultati dell'integrazione di un vettore contenente il transgene e la sequenza US (DNA batterico) oppure una sequenza sintetica e sfruttando una coppia di primer di cui uno interno alla sequenza US e l'altro ad una estremità:

1. un'integrazione spuria porta a non ottenere alcun amplificato,
2. l'integrazione sito-specifica corretta ad avere amplificati di dimensione nota;

- Fase 5: inserimento delle cellule correttamente trasfettate e arricchite con coltivazione su terreno ricco in una nuova blastocisti;
- Fase 6: impianto della blastocisti in una femmina pseudogravida che dopo tre settimane dà vita ad una progenie di topi chimerici;
- Fase 7: accoppiamento selettivo della progenie per comprendere chi abbia il transgene nella linea germinale.

## Applicazioni di topi transgenici
I topi transgenici vengono utilizzati comunemente in laboratorio per condurre studi fisio-patologici e per cercare di produrre efficaci agenti terapeutici. In quanto mammiferi simulano abbastanza bene l'insorgenza e il progresso di una malattia diventando, pertanto, i principali modelli di studio degli organismi superiori tra i quali assume una notevole rilevanza l'uomo. Un esempio di studio molto importante è la fibrosi cistica dove i ricercatori stanno conducendo degli esperimenti al fine di trovare una terapia consona ed efficace per i pazienti affetti da questa patologia.
La fibrosi cistica (FC) detta anche mucoviscidosi o malattia fibrocistica del pancreas è una malattia genetica autosomica recessiva. La patologia è causata da una mutazione del gene CF localizzato sul cromosoma 7. Questo gene codifica per la proteina trasmembrana CFTR (Cystic Fibrosis Transmembrane Conductance Regulator) che funge da canale del cloruro. Difetti a carico di questo gene provocano un'alterazione della normale funzione di CFTR causando uno scorretto flusso intra ed extra cellulare di ioni cloruro determinando, in tal modo, un accumulo di muco nei dotti di molti organi. I principali organi colpiti sono il polmone e il pancreas e questo muco molto denso diventa la sede di molte infezione batteriche. Mediante un trattamento di antibiotici, i batteri non resistenti al farmaco specifico, muoiono e liberano il proprio DNA nei dotti, ostruendoli. Questa occlusione duttifera, che impedisce il corretto funzionamento degli organi, è data da un aumento di viscosità del muco prodotto dai canali cloruro non funzionanti in concomitanza con il genoma procariotico. La fibrosi cistica colpisce prevalentemente la popolazione caucasica con una frequenza di 1 su 2500 nati vivi e oggigiorno l'aspettativa di vita è di circa 25-30 anni di età. Per capire appieno la modalità d'azione della CFTR i ricercatori hanno bisogno di grandi quantità di questa proteina. Inizialmente il canale cloruro è stato prodotto mediante vari sistemi di espressione in vitro ottenendo però una resa alquanto irrisoria. Solo successivamente la CFTR è stata prodotta utilizzando vettori progettati appositamente per secernere il transgene direttamente nel latte. Varie ragioni hanno portato alla scelta della ghiandola mammaria: la proteina secreta con il latte non nuoce all'animale, si produce una grande quantità di latte e quindi della proteina eterologa e, infine, la purificazione del prodotto risulta versatile. Durante la lattazione, la proteina esogena viene secreta localizzandosi nella membrana plasmatica dei globuli di grasso derivati dallo sfaldamento della ghiandola mammaria. La β-caseina viene prodotta attivamente durante la lattazione ed è una delle principali proteine del latte; per questo viene utilizzata come costrutto per far esprimere la CFTR eterologa. L'esperimento mostra che il cDNA del gene CF è stato clonato in mezzo al gene difettivo che codifica per la β-caseina caprina dal quale era stata deleta la parte terminale dell'esone 2 e la parte iniziale dell'esone 7. Il costrutto conserva un promotore forte e la sequenza di arresto della caseina. Si è visto con questa metodica che i topi producono una grande quantità di CFTR correttamente glicosilata, l'organismo ospite non presenta alterazioni di nessun tipo e i lattanti risultano essere sani; pertanto è stata estesa ad animali di taglia superiore al fine di ottenere quantitativi maggiori.
Un altro esempio in cui i topi possono essere utilizzati come sistemi modello per le malattie umane è quello dello studio della malattia di Alzheimer. Il topo è stato utilizzato come modello animale capace di simulare la malattia, in quanto è impossibile studiare l'insorgenza di tale malattia sull'uomo. La malattia di Alzheimer è causato dall'accumulo di grovigli di neurofibrille nei neuroni, di placche dette “senili” nelle sinapsi e di corpi amiloidi nei vasi sanguigni. Sia le placche senili che i corpi amiloidi sono composti principalmente da una proteina di 4 kDa chiamata amiloide β (Aβ). Le proteine Aβ si formano in seguito alla modificazione e al taglio proteolitico della proteina APP e, ad oggi, l'origine della malattia di Alzheimer è stata rilevata proprio in mutazioni a carico della proteine APP (precursore amiloide). Pertanto, sono stati creati topi transgenici per il gene APP completo, parziale o che presenti le mutazioni caratteristiche delle famiglie ad elevata incidenza della malattia. Ad esempio è stato costruito un transgene APP contenente la mutazione APP-717 a cui sono stati aggiunti introni per aumentare la frequenza di integrazione. Particolare importanza nelle ricerche è stata assunta dalla costruzione di un minigene PDAPP, contenente il cDNA modificato di APP (modifiche apportate sono volte alla correzione delle mutazioni riscontrate nelle famiglie ad alta incidenza della malattia) e sequenze introniche poste tra il promotore PDGF-β (fattore di crescita piastrinico) altamente espresso nel tessuto cerebrale e il sito di poliadenilazione del virus SV40. Dai risultati ottenuti i ricercatori hanno potuto studiare e verificare come i topi transgenici portatori del gene PDAPP mostravano le placche amiloidi, la morte neuronale e i difetti della memoria e non manifestavano invece l'accumulo di grovigli di neurofibrille. Tutto ciò è servito per comprendere meglio quali proteine e quali modificazioni genetiche portano alla formazione e allo sviluppo della malattia di Alzheimer.